# High Performance Fortran
Pour les articles homonymes, voir HPF.
High Performance Fortran est un langage de programmation pour les machines parallèles basé sur Fortran 90 avec l’ajout de directives de placement des données (align, distribute), de boucles parallèles (directive independent, construction forall) et quelques autres extensions.
Sa première version a été publiée en 1993 mais il a connu un déclin rapide suite en particulier à l'inclusion dans la norme Fortran 95 (publiée en 1997) de certaines de ses caractéristiques et à l'usage plus fréquent d'OpenMP. De plus, la norme Fortran 2008 (ISO/CEI 1539-1:2010) a introduit dans le langage Fortran les co-tableaux (co-arrays) comme paradigme de programmation parallèle, ainsi que les boucles DO CONCURRENT pour la parallélisation des itérations sans interdépendance. Enfin, Fortran 2018 (ISO/CEI 1539-1:2018) apporte de nombreuses améliorations au calcul parallèle avec les équipes (teams), les événements (events) et les sous-routines collectives (collective subroutines).